# La Valle
La Valle, németül: Wengen, ladin nyelven La Val település Olaszországban, Bolzano autonóm megyében. Lakosainak száma 1398 fő (2023. január 1.). La Valle Badia, Marebbe és San Martino in Badia községekkel határos.

## Népesség
A település népességének változása:
| Lakosok száma | 1251 | 1369 | 1387 | 1398 |
|               | 2008 | 2017 | 2018 | 2023 |